# Agboville
Agboville – miasto we południowej części Wybrzeża Kości Słoniowej; w regionie Agnéby; według danych szacunkowych na rok 2010 liczy 78 100 mieszkańców.